# Solenne Billouin
Solenne Billouin (1997) es una deportista francesa que compite en triatlón.
Ganó una medalla de bronce en el Campeonato Mundial de Triatlón Campo a Través de 2022 y dos medallas de oro en el Campeonato Mundial de Xterra Triatlón, en los años 2022 y 2023.

## Palmarés internacional
| Campeonato Mundial | Campeonato Mundial    | Campeonato Mundial | Campeonato Mundial |
| Año                | Lugar                 | Medalla            | Prueba             |
| ------------------ | --------------------- | ------------------ | ------------------ |
| 2022               | Târgu Mureș (Rumania) | Medalla de bronce  | Individual         |

| Campeonato Mundial | Campeonato Mundial | Campeonato Mundial | Campeonato Mundial |
| Año                | Lugar              | Medalla            | Prueba             |
| ------------------ | ------------------ | ------------------ | ------------------ |
| 2022               | Molveno (Italia)   | Medalla de oro     | Individual         |
| 2023               | Trento (Italia)    | Medalla de oro     | Individual         |